# Metric
Metric est un groupe de rock indépendant canadien, originaire de Toronto, en Ontario. Il s'est formé en 1998 à New York, mais est actuellement basé à Toronto, en Ontario (Canada).
Leur premier EP, Static Anonymity EP produit par Jimmy Shaw, sort en 2002. Grow Up and Blow Away devait suivre sous le label Restless Records, mais il ne sortira jamais à cause d'un conflit avec la maison de disques. Ces démos circulent néanmoins sur Internet (une réédition de l'album vit finalement le jour le 26 juin 2007). À la fin de l'année précédente, le groupe s'est élargi et est devenu complet en intégrant deux américains : le bassiste Joshua Winstead et le batteur Joules Scott-Key. Le second album, Old World Underground, Where Are You Now ? est paru en 2003 en Amérique du Nord. À la suite de l'apparition du groupe dans le film Clean d'Olivier Assayas, l'album est sorti en France quelque temps après. Live it Out est sorti le 4 octobre 2005 au Canada et aux États-Unis. Fantasies, album de 2009, contient le nouveau titre Help I'm Alive.
Mike Shinoda (du groupe Linkin Park) a pris contact avec le groupe au sujet du morceau Gold Guns Girl (paru sur l'album Fantasies) qu'il estimait être un thème parfait pour sa dernière exposition d'art Glorious Excess (Dies). Il a demandé au groupe s'il lui était possible d'en faire un remix pour l'occasion, proposition que le groupe a accepté. Ce morceau est disponible à l'écoute en exclusivité sur le site personnel de Mike Shinoda. Le titre Gold Guns Girls fait partie de la bande sonore du jeu FIFA 10, de la bande son du film Bienvenue à Zombieland, mais également comme générique de début et de fin de Totally Spies, le film, tous trois sortis en 2009. Emily Haines et James Shaw ont aussi joué avec Broken Social Scene. Emily Haines a été invitée sur des albums des groupes Stars, KC Accidentall et Delerium. En 2007, Emily Haines se lance dans une carrière solo avec l'album Knives Don't Have You Back. Emily Haines est la fille du poète de jazz canadien Paul Haines (auteur notamment du livret d'Escalator over the Hill (Carla Bley, 1971)) et la sœur de la journaliste de télévision Avery Haines.
En 2010, Metric a également participé à la bande son de deux films très attendus : Twilight, chapitre III : Hésitation avec la chanson Eclipse (All Yours) et Scott Pilgrim (Scott Pilgrim vs. the World) avec le morceau Black Sheep. En 2012, ils participent à la BO du film Cosmopolis de David Cronenberg, en collaboration avec Howard Shore. Leur cinquième album, Synthetica, est paru le 12 juin 2012. Le morceau Speed the Collapse fait notamment partie de la bande-son du jeu vidéo FIFA 13.

## Biographie

### Formation et débuts

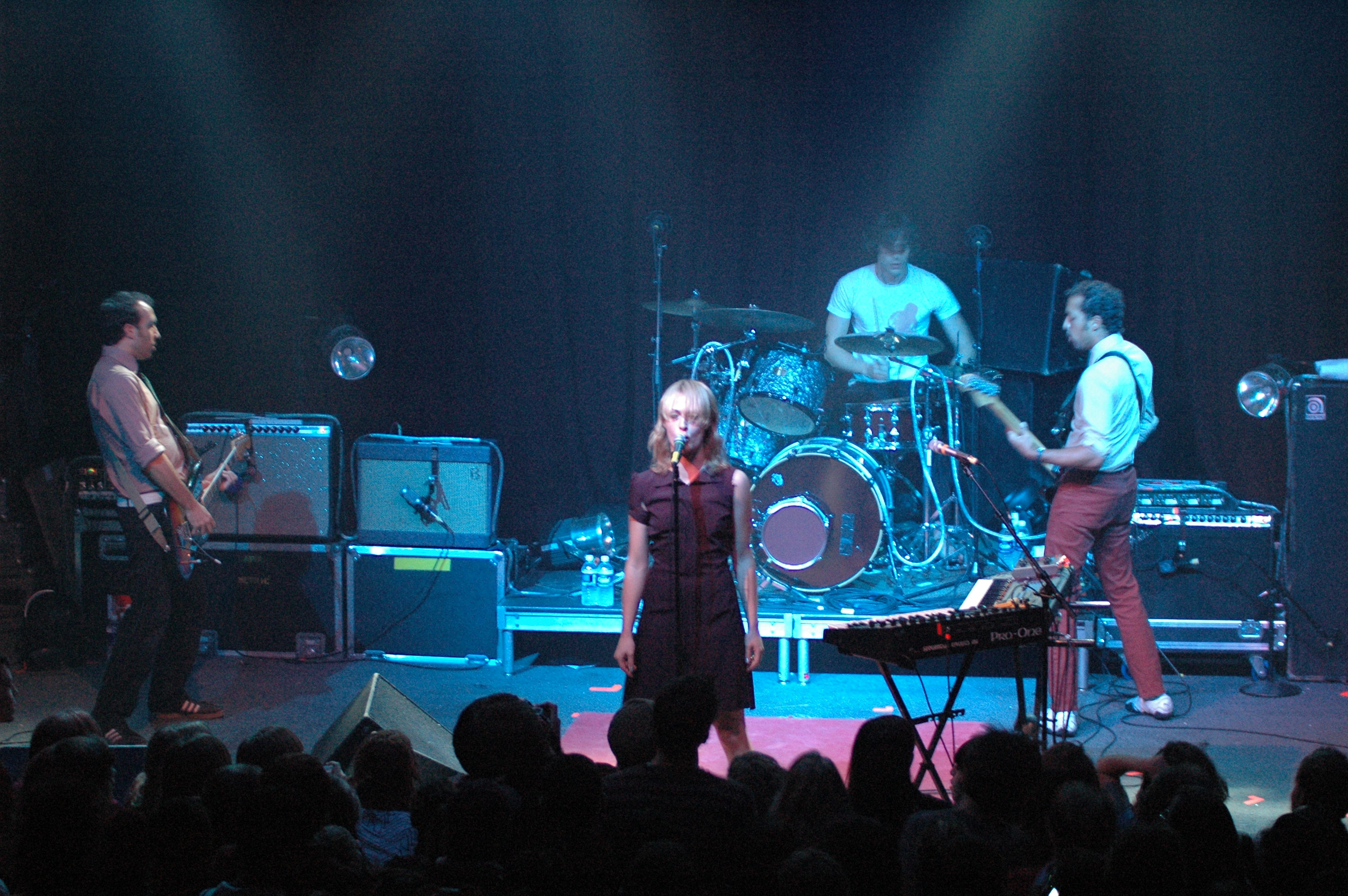
Metric en concert en 2005.

Née à New Delhi, en Inde, et ayant grandi à Cache Bay, en Ontario, Emily Haines vit avec la double nationalité au Canada et aux États-Unis, ses parents étant d'origine américaine. Fille du poète Paul Haines (mieux connu pour s'être associé à Carla Bley), Emily Haines quitte Londres à l'âge de trois ans.
Emily Haines étudie à l'Etobicoke School of the Arts. Ici, elle rencontre Amy Millan (future membre des Stars et Broken Social Scene), et Kevin Drew (futur membre de Broken Social Scene). Emily Haines et Amy Millan forment brièvement leur premier groupe en 1990 pendant leurs études à l'ESA. Emily Haines ira à l'université de Colombie-Britannique à Vancouver en 1992–1993, à Toronto en 1995, et à l'université Concordia de Montréal en 1995–1996. Elle sort en 1996 un premier album, Cut in Half and Also Double.
Le groupe comprend au départ une chanteuse (qui joue également du clavier), Emily Haines, et un guitariste James Shaw, tous deux canadiens, qui sont les fondateurs du groupe. Emily Haines écrit les textes, et James Shaw compose les musiques. Leurs premières démos sont réunies dans un mini-album, Mainstream EP en 1998.

### Grow Up and Blow Away(2001–2002)

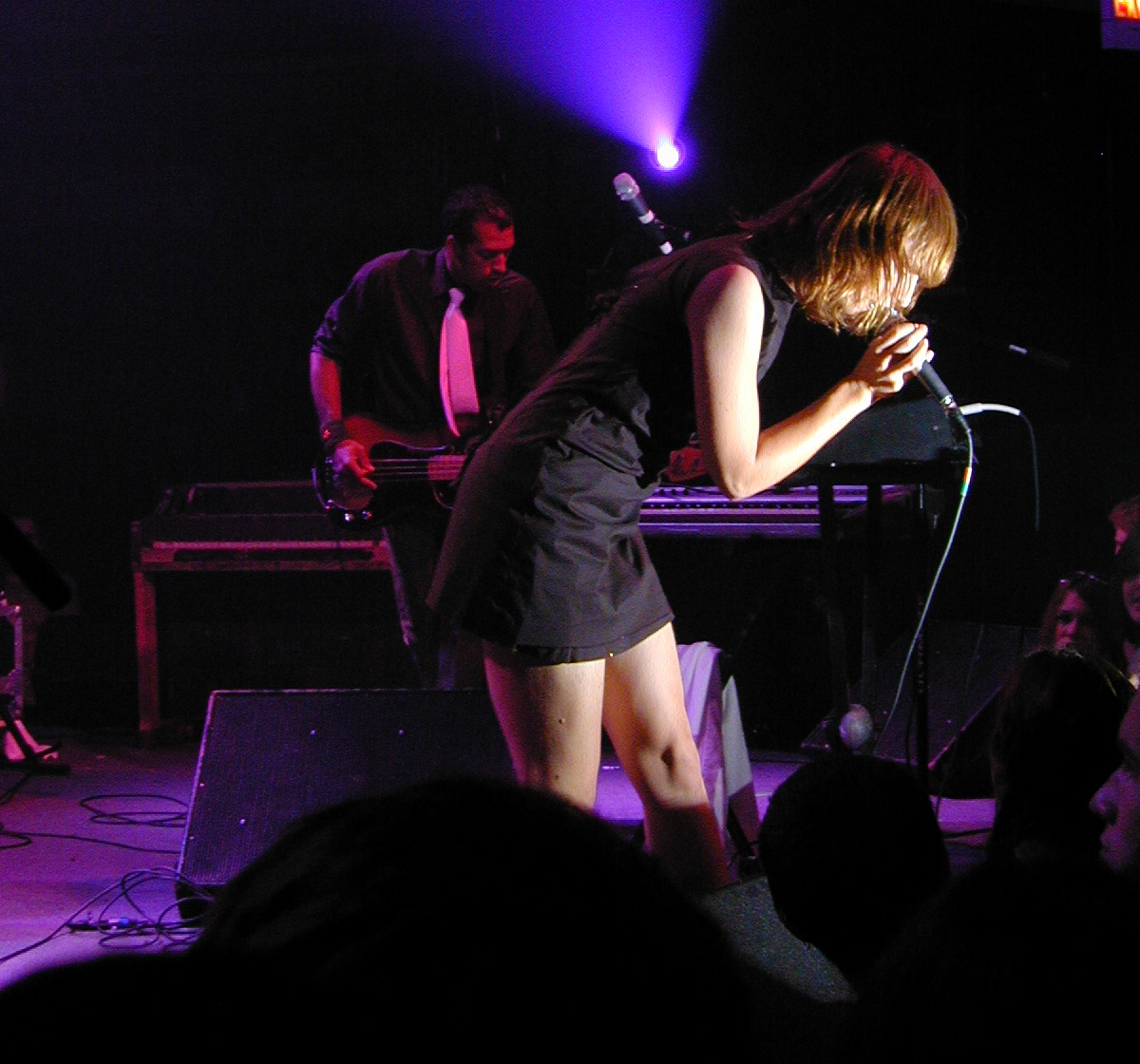
Metric au 9:30 Club, en 2004.

Metric continue de travailler sur son premier album pendant les premiers mois de 2001. Désormais intitulé Grow Up and Blow Away, l'opus est stylistiquement et musicalement plus mûr que l'EP Mainstream. Emily Haines et Jimmy Shaw terminent l'album en avril et réussissent à trouver un label : l'indépendant américain Restless Records. La sortie de l'album (produit par Jimmy Shaw) est repoussée pendant des années par leur label, Restless Records. Il est finalement publié en 2007 chez Last Gang Records.
Grow Up and Blow Away comprend des morceaux uptempo comme la chanson-titre Grow Up and Blow Away, Raw Sugar, Soft Rock Star, et downtempo comme White Gold, The Twist, et Rock Me Now (qui fait participer Jimmy Shaw au chant, avec des spoken words de Emily Haines). Parkdale, avec Jimmy Shaw à la trompette dans une intro en fanfare, concerne le quartier de Parkdale, à Toronto. 
La même année, le groupe sort Static Anonymity, un EP qui comprend cinq morceaux. Trois morceaux de l'EP sont issus de Grow Up and Blow Away. 
Au printemps 2001, Metric recrute le batteur Joules Scott-Key, originaire de Flint, Michigan, et le bassiste Joshua Winstead, originaire du Texas. Metric passe la plupart de son temps en studio et en concerts jouant des morceaux axés synthétiseur et boite à rythmes
Metric attire l'intérêt national en août 2001 avec Be Afraid qui sert de publicité pour I-Zone Pocket Fortune de Polaroid

### Old World Underground, Where Are You Now?(2003–2004)
En 2003, Metric publie son premier album, Old World Underground, Where Are You Now?, chez Last Gang Records. L'album est enregistré au studio Elgonix Labs, à Los Angeles. Il est produit par Michael Andrews. Metric devient un groupe bien connu de la scène locale de Los Angeles, notamment au Silverlake Lounge et au Spaceland. Old World Underground, Where Are You Now? est bien accueilli. En 2005, l'album est certifié disque d'or au Canada.
Le single Combat Baby est sorti en téléchargement libre sur iTunes en 2004. Dead Disco sort également en single. 
Metric participe au film français indépendant, Clean réalisé par Olivier Assayas avec Maggie Cheung. Le groupe y joue le morceau Dead Disco et participe à une petite séquence. Le film est présenté en sélection officielle en compétition au festival de Cannes 2004.

### Live It OutetGrow Up and Blow Away(2005–2007)

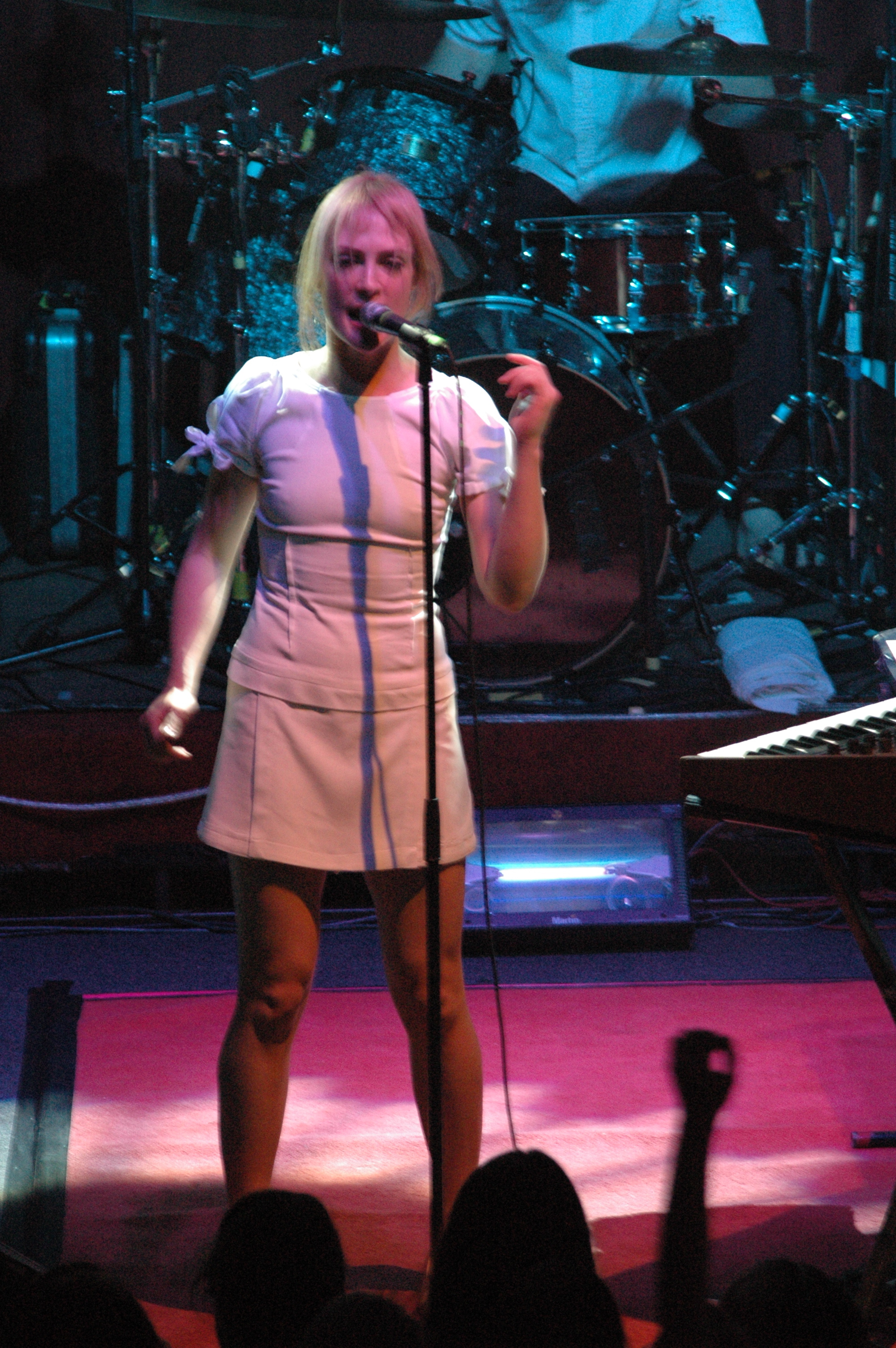
Metric live at Washington, DC 2006

Le 4 octobre 2005, Metric publie son deuxième album, Live It Out, chez Last Gang Records. L'album, produit par James Shaw, est bien accueilli, notamment au Canada. Trois singles sont publiés : Monster Hospital, Poster of a Girl et Empty. Monster Hospital devient morceau de la semaine au magazine NME et remporte la 12e place des NME Tracks de 2006. Live It Out est aussi 38e des NME Recordings de 2006.
Pendant ce temps, Metric est sollicité pour la première partie des Rolling Stones, dont la tournée coïncide avec la leur à New York. Le groupe tourne au Royaume-Uni avec Bloc Party et joue au Reading and Leeds Festival, The Great Escape de Brighton, et au Wireless Festival au Hyde Park de Londres. Le groupe joue dans de nombreux pays en soutien à Live it Out. 
Le 26 juin 2007, Last Gang Records édite l'album Grow Up and Blow Away (enregistré en 2001), accompagné d'une liste de piste alternée.
En été 2007, quatre morceaux sont joués sur la route par le groupe, appelés Black Sheep, The Hooks, Stadium Love, et Up in Flames. Le 4 octobre 2007, Metric joue un webcast au programme Hey Play This sur Myspace.

### Fantasies(2008–2011)

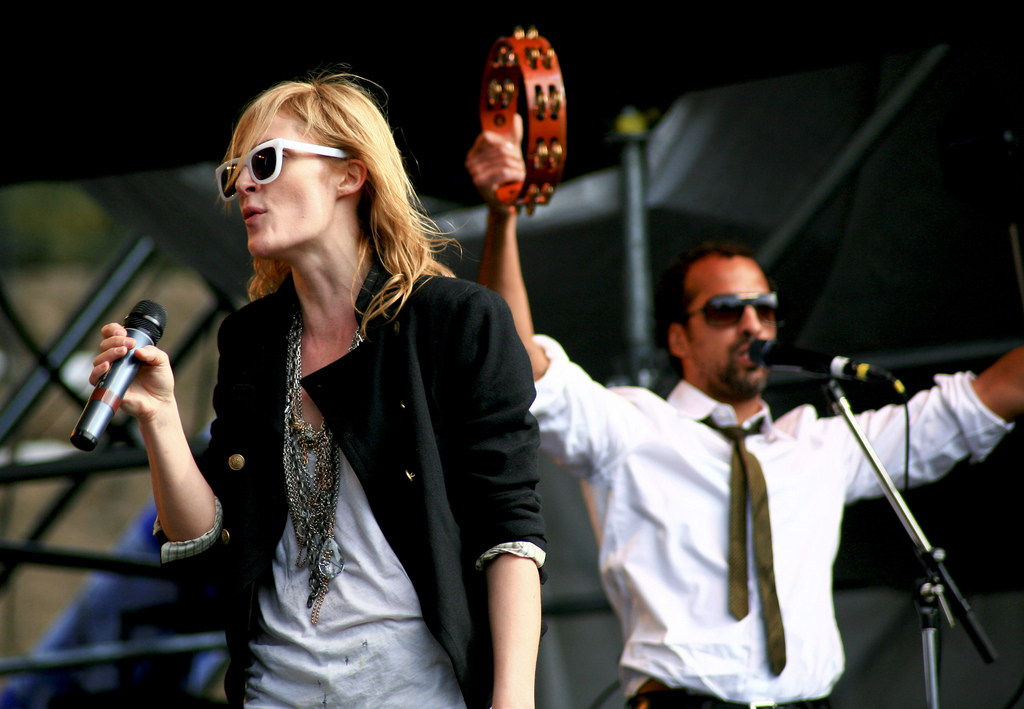
Emily Haines et Josh Winstead jouant avec Metric, en 2009.

Le groupe joue à des dates tirées au sort en 2008 au Canada, au Mexique et au Brésil avant de travailler sur un quatrième album. Ils jouent au Coachella Festival le 27 avril 2008 et à l'Ottawa Bluesfest le 11 juillet 2008, en plus d'une apparition au Pemberton Music Festival de Pemberton, en Colombie-Britannique, le 25 juillet 2008 et au All Points West Music & Arts Festival dans le New Jersey le 9 août 2008.
Leur quatrième album, Fantasies, est auto-publié le 7 avril 2009 chez Last Gang Records au Canada, et sur leur propre label, Metric Music International. L'album est produit par Gavin Brown et James Shaw et est enregistré aux Electric Lady Studios de New York. Fantasies est publié en de multiples versions : édition standard (avec dix morceaux), édition deluxe (avec quatre nouveaux morceaux), édition deluxe UK (avec dix nouveaux morceaux), et expanded edition (un second disque avec dix morceaux). Fantasies est généralement bien accueilli par les fans et les critiques. Le clip de Gimme Sympathy est publié sur Myspace le 16 mars 2009.
Le 30 août 2009, Mike Shinoda de Linkin Park effectue un remix de leur morceau Gold Guns Girls qu'il met en streaming sur son site web. Il utilisera le remix comme thème de son exhibition Glorious Excess (Dies), et sera plus tard inclus dans la compilation Music for Relief de Linkin Park en hommage aux victimes du séisme de Haiti en 2010. Le 27 octobre 2009, Metric sort un EP cinq pistes, Plug in Plug Out, qui comprend des versions acoustiques de morceaux issus de Fantasies. L'EP est exclusivement disponible sur Amazon pendant 30 jours.
En décembre 2009, le groupe produit un t-shirt de charité pour le Yellow Bird Project afin de lever des fonds pour l'éducation musicale au Canada.
Le 8 juin 2010, la bande son du film Twilight, chapitre III : Hésitation est publiée et comprend le morceau de Metric, Eclipse (All Yours). 
Le 21 juillet 2010, le groupe joue à l'émission américaine The Tonight Show with Jay Leno.
Le morceau Black Sheep est publié le 10 août 2010, sur leur page Myspace. Le morceau est inclus dans la bande son du film Scott Pilgrim vs. the World.
Metric tourne ensuite sur la côte ouest des États-Unis. Le groupe remporte deux prix aux Juno Awards de la même année.
Le 4 janvier 2011, Metric sort un iTunes Session EP exclusivement sur iTunes, comprenant huit morceaux live dont Hustle Rose, Empty et une reprise de Expecting to Fly de Buffalo Springfield, ainsi qu'une interview de 30 minutes.
En octobre 2011, Metric publie une collection de remixes issus de Fantasies intitulée Fantasies Flashbacks sur le site web Indaba Music. Le groupe sort toutes ces chansons individuellement permettant ainsi au public de les remixer à leur guise. Un album non officiel, Electrified Fantasies, avec quatorze remixes, est publié en janvier 2012. Les morceaux sont sélectionnés parmi 1 767 remixes et sont sous licence Creative Commons.

### SyntheticaetCosmopolis(2012–2014)

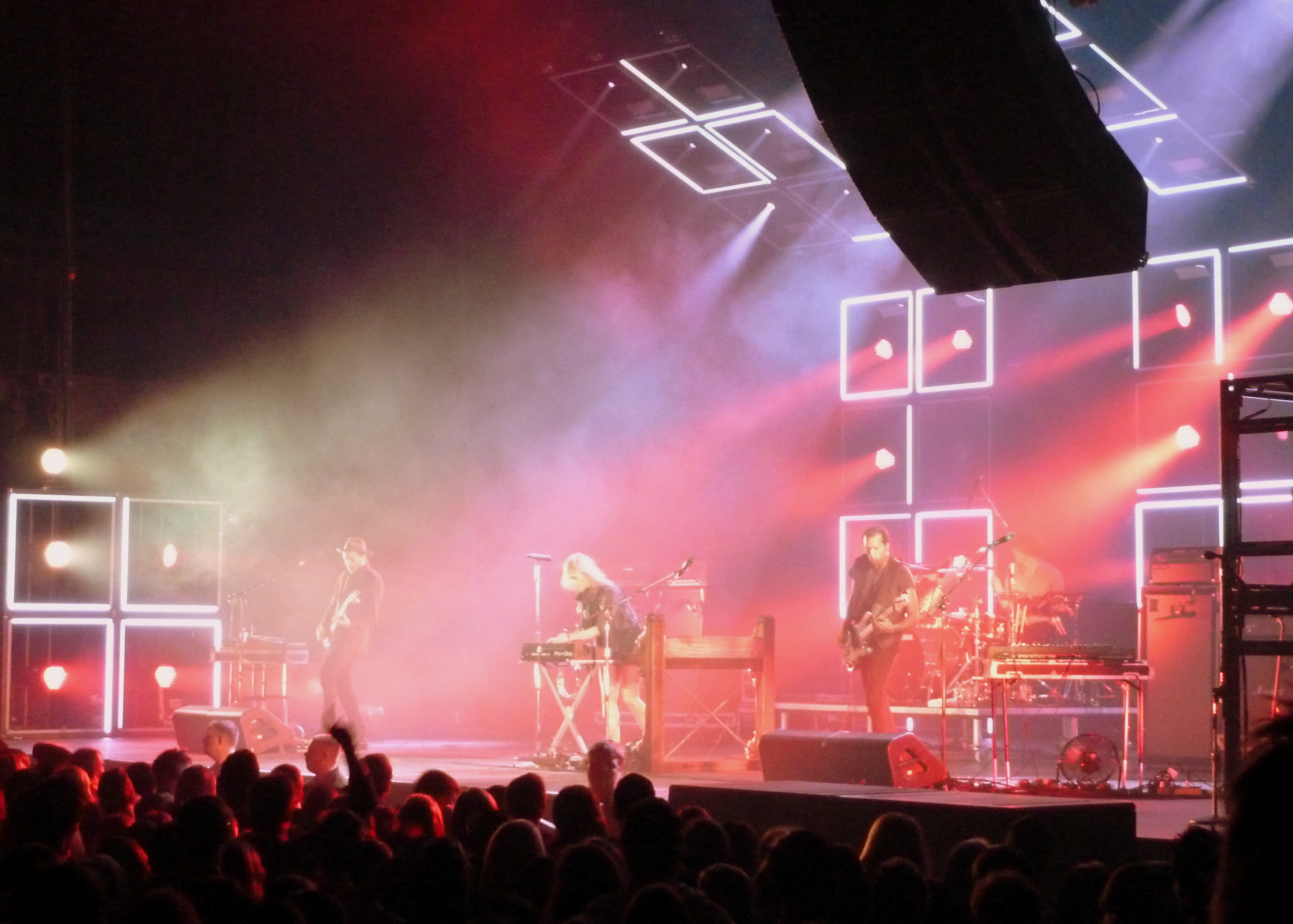
Metric en tournée au Canada en 2012.

En octobre 2011 Emily Haines annonce la sortie d'un cinquième album. Synthetica, publié le 12 juin 2012 sur leur propre label Metric Music International, est bien accueilli. Il est produit par Gavin Brown, John O'Mahony, Liam O'Neil, James Shaw, et enregistré aux Giant Studios et aux Electric Lady Studios. L'album comprend aussi une collaboration avec Lou Reed, qui chante avec Emily Haines sur Wanderlust. Le premier single de l'album, Youth Without Youth, est publié sur Internet le 30 avril 2012.
Le 29 mai 2012, le groupe lance une partie de cache-cache avec les fans pour accéder à un vieux streaming de Synthetica. Quelques jours plus tard, il est mis en ligne.
À la fin 2011, ils sont annoncés pour le drama Cosmopolis de David Cronenberg. Les morceaux sont co-écrits par le compositeur Howard Shore et K'naan. Le 20 novembre 2012, Metric sort une version deluxe de Synthetica, qui comprend des versions acoustiques des morceaux de l'album. 
En 2013, le groupe remporte deux Juno Awards : catégorie album alternatif de l'année pour Synthetica et producteur de l'année pour James Shaw.
Le 1er juillet 2013, Metric joue pour Stephen Harper. Emily Haines expliquera qu'il (Harper) « n'était pas aussi ému que ça. »
Le groupe passe l'année 2014 à écrire son nouvel album.

### Pagans in Vegas(2015)
En décembre 2014, Metric est annoncé au début de 2015 pour une nouvelle série appelée Sessions X avec notamment The Trews, Dear Rouge, et Buck 65. Dans une preview, Emily Haines et James Shaw révèlent qu'ils joueront deux nouveaux morceaux intitulés I Forget Why et All In A Day. Ils joueront aussi des versions acoustiques de The Police and the Private et Dreams So Real.
Le 18 février 2015, Metric annonce une tournée européenne avec Imagine Dragons en été 2015. Le 11 mai 2015, Metric sort le morceau The Shade, premier single issu de leur futur album. Le 2 juin 2015, Metric annonce le titre de l'album, Pagans in Vegas, et sa sortie pour le 18 septembre 2015. Ils sortent aussi le morceau Cascades et annoncent d'autres nouveaux morceaux pour 2016. Metric tourne en Europe et en Amérique du Sud jusqu'à la fin de 2015. Ils joueront aux États-Unis avec Joywave.
Metric est nommé groupe de l'année aux Juno Awards de 2016.

### Formentera(2022)
L'album Formentera est publié le 8 juillet 2022,,.

## Membres
- Emily Haines - chant, claviers
- Jimmy Shaw - guitare
- Joshua Winstead - basse
- Joules Scott-Key - batterie